# IEEE 802.6
IEEE 802.6 ist ein ANSI-Standard für Metropolitan Area Networks (MAN). Es ist eine Verbesserung der älteren Fiber Distributed Data Interface-Netzwerkstruktur (FDDI).
Der Nachteil des FDDI-Standards sind die hohen Kosten der Implementierung sowie die fehlende Kompatibilität mit aktuellen LAN-Standards. 802.6 hingegen nutzt das Distributed Queue Dual Bus-Protokoll (DQDB) zur Datenübertragung, erlaubt Transferraten bis 150 Mbit/s und besteht aus zwei nicht miteinander verbundenen unidirektionalen Datenbussen. DQDB erlaubt bis 160 km Reichweite über Glasfaserkabel bei einer Wellenlänge von 1300 nm, bevor eine Signalverminderung einsetzt.
Ähnlich wie FDDI kommt 802.6 sehr selten zum Einsatz, hauptsächlich aus denselben Gründen. Die meisten MANs benutzen zur Datenübertragung stattdessen Synchronous Optical Network (SONET) oder Asynchronous Transfer Mode (ATM).